# Gara James Cook
Gara James Cook (numită și gara James Cook University Hospital) este o stație de cale ferată care deservește la James Cook University Hospital din Middlesbrough, North Yorkshire, Anglia. Aceasta deservește, de asemenea, zonele din vecinătate Park End, Berwick Hills și Middlesbrough Sports Village.
Gara este situată pe linia Esk Valley, la aproximativ 4 km sud-est de gara Middlesbrough și este administrată de Northern, care operează și toate trenurile care opresc aici.
Singurul peron, lung de 113 m, include un adăpost de așteptare cu scaune, camere de supraveghere și informații despre trenuri prin intermediul unui ecran electronic și sistem de adresare publică.

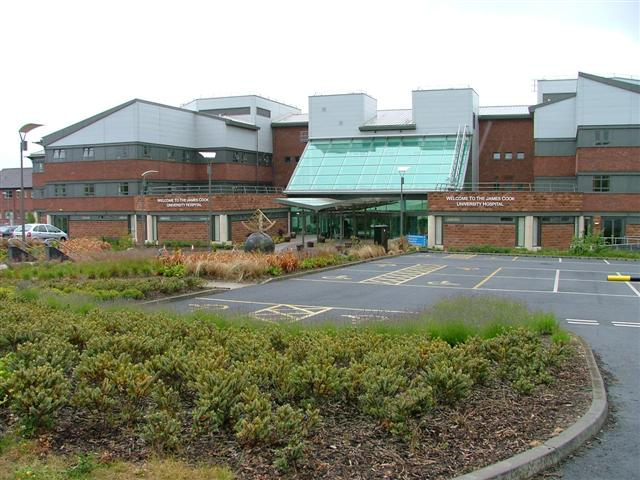
Stația deservește James Cook University Hospital.

## Istorie
Planuri pentru construirea unei gări la spital au fost discutate timp de 25 de ani, inclusiv ca parte a proiectului Tees Valley Metro. Stația a fost primit undă verde de Consiliul Middlesbrough în ianuarie 2013, iar lucrările de construcție au început în ianuarie 2014. Gara a costat 2,2 milioane de lire și a fost deschisă publicului pe 18 mai 2014. Pe 18 iulie 2014, gara a fost deschisă oficial de Ministrul de Stat pentru Transporturi, Baroneasa Kramer.
Potrivit statisticilor, au fost 31.402 intrări și ieșiri în perioada 2016-17.